# 凯希道库什塔尼
凯希道库什塔尼，是匈牙利佐洛州所辖的一个村，总面积19.75平方公里，总人口1058，人口密度53.6人/平方公里（2010年1月1日）。